# Francois Latil
Francois Latil, född 10 juni 1938, är en vanuatisk bågskytt. Han deltog vid olympiska sommarspelen 2000.